# Langres
|  | Per a altres significats, vegeu «Langres (desambiguació)». |

Langres és un municipi francès, situat al departament de l'Alt Marne i a la regió del Gran Est.

## Persones de Langres
- Robert de Thourotte, bisbe de Langres (1232-1240) i príncep-bisbe de principat de Lieja (1240-1246)
- Denis Diderot, filòsof, novel·lista i enciclopedista (Langres, 5 d'octubre de 1713 - Paris, 31 de juliol de 1784).